# بال تهیگاه
بال (ala) تهیگاه بخش بزرگ گسترده تهیگاهی است، استخوانی که حفره لگن بزرگ را از دو سوی کناری محدود می‌کند. برای معاینه دو سطح - بیرونی و درونی - یک تاج و دو مرز - یکی قدامی و یک خلفی را نشان می‌دهد.

## ستیغ تهیگاه
ستیغ تهیگاه در طرح کلی خود محدب است، اما به صورت سینوسی خمیده است، از جلو به سوی درون مقعر و از پشت به سوی بیرون مقعر است.
در مرکز نازک‌تر از انتها است و به خارهای تهیگاهی بالایی قدامی و خلفی ختم می‌شود. سطح تاج پهن است و به لب‌های بیرونی و درونی و یک خط میانی تقسیم می‌شود.
حدود ۵ سانتی‌متر در پشت ستون فقرات تهیگاهی بالایی قدامی، یک غدهٔ برجسته در لبه خارجی وجود دارد.
به لب بیرونی بال، ماهیچهٔ کشندهٔ نیام پهن، ماهیچهٔ بیرونی مایل شکم و ماهیچهٔ پشتی بزرگ و در تمام طول آن نیام پهن متصل است. تا خط میانی ماهیچهٔ مایل درونی شکم ; به لب درونی، فاسیای تهیگاهی، ماهیچهٔ عرضی شکم، چهارگوش کمری، راست‌کنندهٔ ستون مهره‌ها و تهیگاهی وصل هستند.